# Ankhesenpepi II
Đối với các vương hậu cùng tên, xem Ankhesenpepi I, Ankhesenpepi III và Ankhesenpepi IV
Ankhesenpepi II hay Ankhenesmeryre II, là một vương hậu sống vào thời kỳ Vương triều thứ 6 trong lịch sử Ai Cập cổ đại.

## Thân thế
Ankhesenpepi II là con gái của nữ tể tướng đầu tiên của Ai Cập, Nebet với quý tộc tên Khui. Bà còn là chị em ruột với vương hậu Ankhesenpepi I và tể tướng Djau, người kế tước của mẹ mình. Cả hai chị em Ankhesenpepi I và II đều kết hôn với pharaon Pepi I và sinh ra những vị vua kế vị: Merenre Nemtyemsaf I (con của Ankhesenpepi I) và Pepi II (con của Ankhesenpepi II). Tên của hai chị em bà có nghĩa là "Cuộc sống dành cho Pepi/Meryre", cho thấy tên này là do nhà vua ban cho 2 bà.
Vào khoảng năm 1999 - 2000, trong lần khai quật đền thờ của Ankhesenpepi II tại Saqqara, người ta phát hiện một danh hiệu chưa được biết đến trước đây của bà: "Vợ Vua của Kim tự tháp Pepi I, Vợ Vua của Kim tự tháp Merenre, Mẹ của Kim tự tháp Pepi II". Điều này chỉ ra rằng, Ankhesenpepi II đã tái hôn với chính người cháu gọi bà bằng dì, Merenre Nemtyemsaf I, và căn cứ theo phiến đá Nam Saqqara (danh sách các vua cai trị thuộc Vương triều thứ 6, về sau tái sử dụng làm nắp quan tài cho Ankhesenpepi I), Pepi II mới là con ruột của Ankhesenpepi II với Merenre I.
Nemtyemsaf chỉ cai trị vài năm và được Pepi II kế vị. Pepi II khi đó chỉ là một đứa bé. Nhiều dẫn chứng cho thấy, với cương vị của một thái hậu, Ankhesenpepi II đã nhiếp chính cho con trai bà trong những năm đầu cầm quyền. Một bức tượng bằng thạch cao cho thấy, Pepi II là một đứa trẻ đang ngồi trong lòng Ankhesenpepi, hiện được lưu giữ tại bảo tàng Brooklyn.
Cả hai chị em Ankhesenpepi đều xuất hiện trên tấm bia sắc lệnh của Djau tại Abydos. Bà cũng được mô tả trên một tấm bia khác tại Abydos, phù điêu trên mộ của bà và mộ của Neith, và cùng con trai trên một tấm bia tại Sinai.
Danh hiệu của Ankhesenpepi I: "Vợ của Vua Mennefer-Meryre", "Vợ của Vua, được ngài sủng ái", "Con gái của thần",....

## Chôn cất
Ankhesenpepi II được an táng trong một kim tự tháp thuộc phức hợp kim tự tháp Pepi I của người chồng đầu tiên, là kim tự tháp lớn thứ hai chỉ sau của Pepi I. Hài cốt còn sót lại trên sàn thuộc về một phụ nữ trung niên, có lẽ là của Ankhesenpepi II. Một phần mảnh vỡ của bút tháp tại mộ của bà được tìm thấy, là mảnh vỡ lớn nhất được phát hiện trong thời Cổ vương quốc.

## Hình ảnh

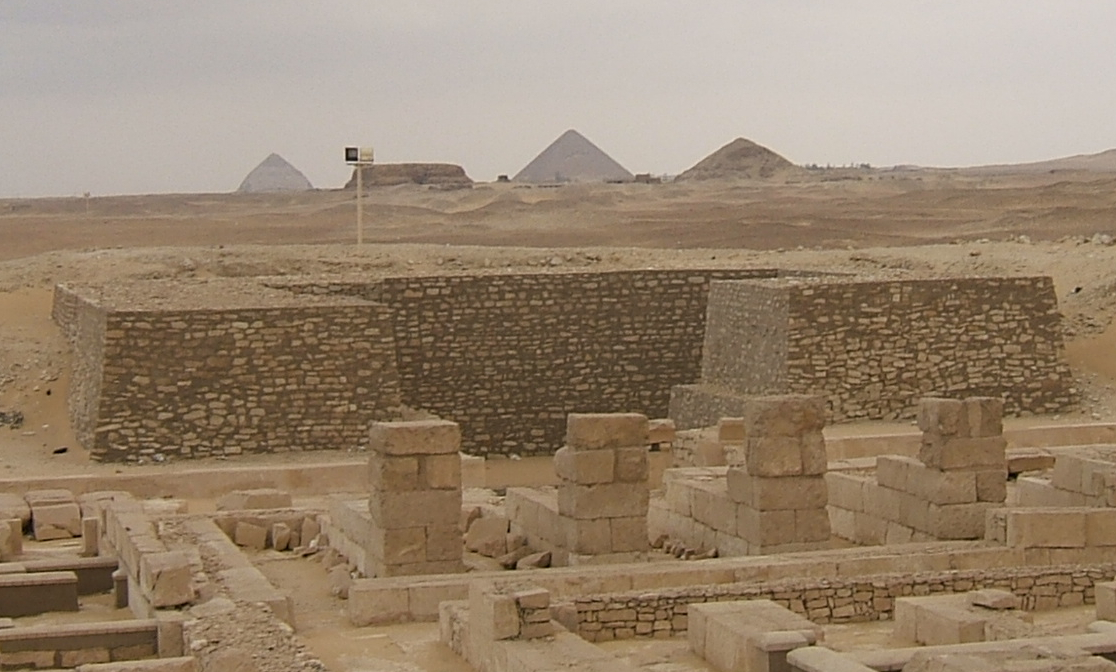
Kim tự tháp của Ankhesenpepi II
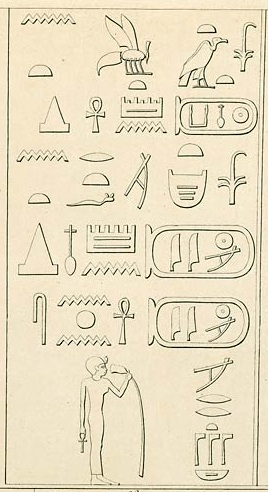
Văn khắc mô tả Ankhesenpepi II tại Sinai
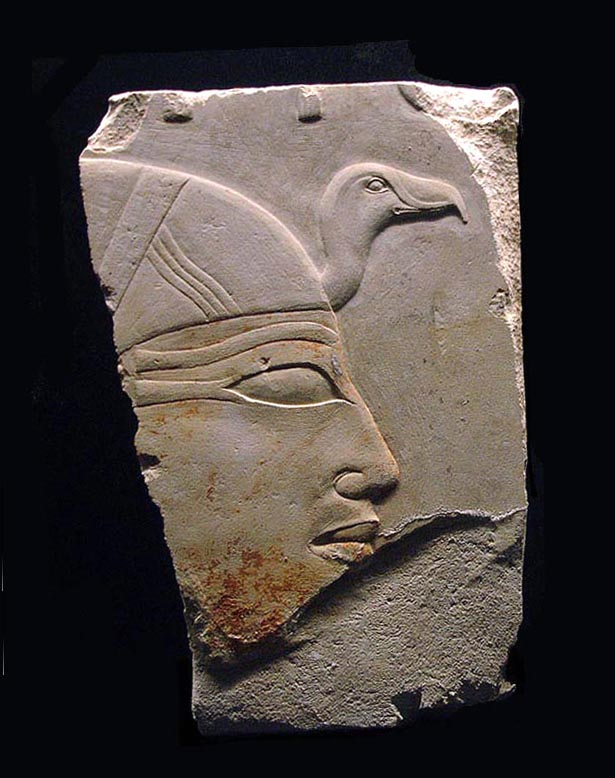
Phù điêu của Ankhesenpepi II tại mộ